# Juan Rodríguez Cabrillo

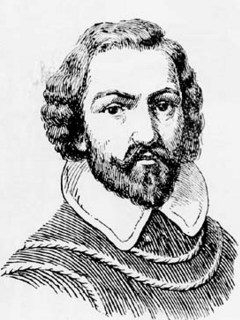
João Rodrigues Cabrilho

Juan Rodríguez Cabrillo, port. João Rodrigues Cabrilho (ur. ok. 1499, zm. 3 stycznia 1543) – portugalski żeglarz w służbie Hiszpanii, badający zachodnie wybrzeża Ameryki Północnej. Był pierwszym Europejczykiem, który dotarł do Kalifornii; odkrył również miasto Oaxaca w Meksyku.